# بخش بلاسپور (هیماچال پرادش)
بخش بلاسپور (به انگلیسی: Bilaspur district) یک منطقهٔ مسکونی در هند است که در هیماچال پرادش واقع شده‌است. بخش بلاسپور ۱٬۱۶۷ کیلومتر مربع مساحت و ۳۸۱٬۹۵۶ نفر جمعیت دارد.